# Åke Kistner
Åke Ludvig Kistner, född 16 augusti 1908, död 1976, var en svensk ingenjör och affärsman.
Han var son till en förmögen grosshandlare, Ivar Kistner och dennes hustru Olofine (född Lundberg), växte upp på Östermalm i Stockholm och avlade sin ingenjörsexamen i Wiesbaden i Tyskland. 
Åren 1937-1939 vistades Kistner på Bali, i vad som då kallades Nederländska Ostindien, och reste även på Java, i Siam och Indokina. Han förvärvade där en stor samling etnografiska föremål som han sedan skänkte till Etnografiska museet, och som idag ingår i samlingarna på Statens museer för världskultur. Där finns också en del fotografier som visar vardagsliv och danskultur i sydostasien. För sina vetenskapliga insatser fick Åke Kistner 1939 Vetenskapsakademiens stora Linnémedalj i silver.
Kistner drev egen agentur men övergick under 1950-talet till att arbeta för brandsläckarfirman Hald & Tesch Brand AB.